# Laterostoma
Laterostoma es un género de foraminífero bentónico considerado un sinónimo posterior de Coryphostoma de la familia Fursenkoinidae, de la superfamilia Fursenkoinoidea, del suborden Buliminina y del orden Buliminida. Su especie tipo era Laterostoma neumannae. Su rango cronoestratigráfico abarcaba el Cretácico superior.

## Discusión
Clasificaciones previas incluían Laterostoma en el suborden Rotaliina del orden Rotaliida.

## Clasificación
Laterostoma incluye a la siguiente especie:
- Laterostoma neumannae †